# Yana Ruzavina
Yana Ruzavina –en ruso, Яна Рузавина– (23 de septiembre de 1982) es una deportista rusa que compitió en esgrima, especialista en la modalidad de florete.
Ganó dos medallas en el Campeonato Mundial de Esgrima, oro en 2006 y plata en 2007, y cuatro medallas en el Campeonato Europeo de Esgrima entre los años 2005 y 2007.

## Palmarés internacional
| Campeonato Mundial | Campeonato Mundial      | Campeonato Mundial | Campeonato Mundial  |
| Año                | Lugar                   | Medalla            | Prueba              |
| ------------------ | ----------------------- | ------------------ | ------------------- |
| 2006               | Turín (Italia)          | Medalla de oro     | Florete por equipos |
| 2007               | San Petersburgo (Rusia) | Medalla de plata   | Florete por equipos |
| Campeonato Europeo |                         |                    |                     |
| Año                | Lugar                   | Medalla            | Prueba              |
| 2005               | Zalaegerszeg (Hungría)  | Medalla de plata   | Florete por equipos |
| 2006               | Esmirna (Turquía)       | Medalla de oro     | Florete individual  |
| 2006               | Esmirna (Turquía)       | Medalla de oro     | Florete por equipos |
| 2007               | Gante (Bélgica)         | Medalla de plata   | Florete por equipos |